# Gewalt in der Bibel
Gewalt in der Bibel wurde erst seit etwa 1970 zu einem eigenen wissenschaftlich behandelten Gesamtthema. Der vielschichtige Begriff der Gewalt wird dabei im engeren Sinn als Menschenleben schädigende und zerstörende Macht- und Gewaltausübung, im weitesten Sinn als Beeinträchtigung von Leben überhaupt verstanden. Dies spielt in vielen Bibeltexten eine Rolle:
- zwischen Gott und Mensch: z. B. im Kult als Opfer, im sakral begründeten Recht als Herstellen von Gerechtigkeit auch durch gewaltsame Vergeltung, Monotheismus versus Polytheismus, Gewalttätigkeit auf Weisung des El bzw. JHWH
- zwischen Großgruppen, z. B. als Bannkrieg
- zwischen Kleingruppen, z. B. als Blutrache, später staatlich geregelte Todesstrafe, Körperstrafen
- zwischen Individuen, z. B. als Mord, Folter, Körperverletzung, Vergewaltigung, Nötigung
- zwischen sozialen Gruppen, z. B. als Demütigung, Ausbeutung, Unterdrückung, Enteignung, Vertreibung, Genozid, Entrechtung.

Diese Themen werden jedoch meist nicht unter dem Gesamttitel „Gewalt in der Bibel“ behandelt, sondern je für sich und unter verschiedenen Fragestellungen, vor allem in der Bibelexegese, systematischen und praktischen Theologie, Religionsgeschichte, Religionspsychologie, Religionssoziologie und Ethik. Daher bietet dieser Artikel einen Überblick über Gewalttexte in der Bibel, ihre Auslegungsgeschichte und die heutige Kritik daran.

## Überblick
Individuelle und soziale Aggression, Konflikte zwischen verschiedenen sozialen Gruppen, staatliche, nationale und internationale Machtausübung, strukturelle und kulturelle Gewaltprozesse bestimmen alle Bereiche des menschlichen Daseins mit: so auch die Religion. Auch in der in etwa 1500 Jahren entstandenen Sammlung biblischer Schriften findet man eine große Anzahl von Texten, in denen Gewalttaten, Destruktivität, Gewalterfahrungen, Gewaltfantasien und Reflexionen über Gewalt als menschliches Grundproblem, aber auch rechtliche Gewaltbegrenzung, Hoffnungen auf Gewaltüberwindung und Alternativen zu Gewaltlösungen vorkommen.
Die neuzeitliche Unterscheidung von privater und öffentlicher Gewalt spielt in der Bibel jedoch nur bedingt eine Rolle. Zentral ist dort vielmehr
- die Unterscheidung und Beziehung von göttlicher und menschlicher Gewaltausübung,
- die Unterscheidung von rechtmäßiger und unrechtmäßiger Gewalt,
- das Ziel der Überwindung aller lebensfeindlichen Mächte, deren Gewalt Gottes Geschöpfe ausgesetzt sind, durch Gott selbst.

Wie sich Gottes Gewalt zu der des Menschen verhält, zieht sich als theologisches Grundproblem durch die ganze Bibel. Gott will die menschliche Gewalt „richten“, begrenzen und dem Schutz allen Lebens, verstanden als Recht des Schöpfers auf seine Schöpfung, einordnen. Zugleich aber erscheint Gewalt damit als integraler Bestandteil des biblischen Gottesbildes. Dies wird besonders dort zu einem praktischen Problem, wo an die Bibel als Heilige Schrift geglaubt und ihre Texte deshalb normativ für gegenwärtiges Handeln herangezogen werden. Sie dienten oft dazu, gewaltsames Handeln zu rechtfertigen, seltener dazu, es zu kritisieren und zurückzudrängen. Auch wo Gottes Gewalt von der der Menschen unterschieden und ihr entgegengesetzt wird, wird Gottes Handeln oft in Gewaltbildern beschrieben, die von Aufklärung und Humanismus geprägte Menschen ablehnen und zur Bibelkritik herausfordern.
Traditionelle theologische Antworten wie die Trennung eines gewalttätigen Schöpfers von einem gewaltlosen Erlöser (Marcion), die allegorische Umdeutung von biblischen Gewalttexten, Thesen eines allmählichen sittlichen „Fortschritts“ in der Bibel oder die Ablösung einer Gewaltethik des Alten durch eine Liebesethik des Neuen Testaments haben sich als exegetisch unhaltbar und in ihrer historischen Wirkung fatal erwiesen. Sie werden daher heute in der universitären Theologie überwiegend zurückgewiesen.
Interaktionsformen zwischen Gruppen sind nach Zick (2002)  dann ein realistischer Gruppenkonflikt, wenn in der Auseinandersetzung um Werte oder Ansprüche an Statuspositionen, Macht und anderen knappen Ressourcen konkurriert wird; sie können in zwei Weisen definiert werden:
- in einer positiven Abhängigkeit: hier kann zwischen den Gruppen eine Zusammenarbeit und Kooperation vorausgesetzt werden;
- in einer negativen Abhängigkeit: hier versucht eine Gruppe, ihre Ziele auf Kosten der anderen Gruppe bzw. Gruppen zu erreichen. Dies wiederum führt zu Konkurrenz, Gewalttätigkeit, kriegerischen Auseinandersetzungen (Soziale Interaktion) zwischen den Gruppen, aber auch zu einer höheren Solidarität innerhalb der eigenen Gruppe.

Dabei ist zwischen einem ‚exochthonen‘ Intergruppenkonflikt, also einem Konflikt, der zwischen verschiedenen sozialen Gruppen auftritt und einem ‚endochthonen‘ Innergruppenkonflikt, dessen Eskalation in das Destruktive verhindern soll, zu unterscheiden. Kollektive, organisierte Gewalttätigkeit entwickelte sich dabei als kultureller Mechanismus in der Konkurrenz der Gruppen um Territorien, Rohstoffe, kurz Produktionsmittel, insbesondere mit dem Beginn der Bronzezeit.
Goffmann (1963) ist im Bereich des ‚endochthonen‘ Innergruppenkonfliktes bestrebt, die sozialen Tatbestände und Vorgänge dadurch zu erklären, dass er die kleinsten Einheiten, die Wechselwirkungen zwischen einigen wenigen in direkter Interaktion miteinander stehender Individuen, in ihrer Abhängigkeit von umgebenden sozialen Strukturen analysiert.
Ein Stigma definiert sich als eine Zuschreibung, von wahrnehmbar gewordenen oder gemachten Unterschieden, die nicht typischerweise in der alltäglichen Vorstellungswelt der entsprechenden Kultur auftreten. Eine Stigmatisierung kann sich durch viele verschiedene Merkmale abbilden.

## Hebräische Bibel

### Gewaltbegriffe
Der Tanach kennt Dutzende Wortwurzeln, die ein gewaltsames Handeln bezeichnen. Die meisten davon werden auch für ein Handeln Gottes (JHWH) verwendet.
Häufig sind z. B. die Wurzel
- d(a)m für „Blut, Bluttat, Blutschuld“ oder
- hrm für „vernichten, dem Bann weihen“.
- rzch das Verb für Morden,  wird jedoch selten auf Gott bezogen und auch bei Menschen deutlich von anderem Töten unterschieden.

#### Intergruppenkonflikte
Hier versucht eine Gruppe – die im Bund mit JHWH stehenden Israeliten –, ihre Ziele auf Kosten der anderen Gruppe bzw. Gruppen zu erreichen.
So wird in Ex 34,12-13 , Ex 12,2-3  zur Vernichtung der Kultstelen, Bilder ihrer Götter und Altäre aufgefordert, nachdem die Güter der verschiedenen Ethnien in Besitz der JHW-geleiteten Gruppe gefallen waren (siehe auch Historische Exodus-Forschung).
Im Psalm 79 Ps 79,6  wird von JHW erboten, dass sich sein Zorn über die andersgläubige Gruppe ergösse, die ihn nicht kennen, und über jedes Reich, das den Namen JHWs nicht anruft.

##### Exodus
Das 2. Buch Mose, auf hebräisch שְׁמוֹת Schemot, deutsch ‚Namen‘, auf altgriechisch Ἔξοδος Éxodos, deutsch ‚„Exodus“‘ genannt, ist das zweite Buch der Tora und des jüdischen Tanach wie auch des christlichen Alten Testaments und damit das zweite Buch der beiden Bibelkanone.
Nachdem der Pharao die Israeliten hat versklaven lassen, sendet JHWH Moses zu ihrer Befreiung. Diese wird gewaltsam durch Zehn Plagen, darunter Feuerregen und Tod aller erstgeborenen Söhne der Ägypter, erzwungen. Das ägyptische Heer des Pharao wird bei der Verfolgung der Hebräer im geteilten Roten Meer ertränkt (Ex 1–14 ).
Das Siegeslied der Mirjam (Ex 15,21 ) gilt als Keimzelle der Exodustradition und ältestes israelitisches Glaubensbekenntnis im Pentateuch:

„Lasst uns JHWH singen, denn er hat eine herrliche Tat getan, Ross und Mann hat er ins Meer gestürzt.“

Damit stellt sich für biblische Theologie die Frage, ob Israels Gott JHWH ursprünglich ein national begrenzter Kriegsgott war, der ein Volk rettet, indem er ein anderes vernichtet.

##### Landnahme
Mit der sogenannten Landnahme werden jene Ereignisse nach dem legendären Auszug aus Ägypten und der anschließenden Wüstenwanderung zusammengefasst, die zur Niederlassung der Stämme Israels entweder im Zeitraum von etwa 1230–1208 v. Chr. (Mittlere Bronzezeit bis späte Bronzezeit) oder während der Regierungszeiten von Thutmosis III. bis Amenophis II. (15. Jahrhundert v. Chr., Neues Reich) in Kanaan geführt haben sollen.
In dieser Zeit des Übergangs von der späten Bronzezeit in die frühe Eisenzeit („Seevölkersturm“ oder „Dunkles Jahrhundert“) fällt die Ära der Landnahme.
Im Deuteronomistischen Geschichtswerk der Bücher Josua bis 2. Könige werden viele gewaltsame Auseinandersetzungen innerhalb wie außerhalb der Israeliten und der späteren Reiche Nordreich Israel und Reich Juda berichtet. Besonders in der vorstaatlichen Richterzeit erscheint der Verteidigungskrieg bei äußerer Existenzbedrohung als Aktion Gottes, der einen charismatischen Heerführer erwählt, die Zwölf Stämme Israels zusammenzurufen und in die Abwehrschlacht zu führen. Solche kriegerische Gewalt wird also unter Umständen als Heiliger Krieg legitimiert.
Die Bibel berichtet im Kontext der Landnahme auch über Ausrottung fremder Nachbarvölker Israels im Auftrag Gottes, die Frauen und Kinder nicht verschonten. Dies wurde in der Tora jedoch als Unrecht ausgeschlossen und an strenge Bedingungen – Friedensangebot, gescheiterte Verhandlungen – geknüpft, die den Geschichtserzählungen zufolge jedoch nicht immer eingehalten wurden. Die historische Forschung sieht die biblische Darstellung der Eroberung Kanaans zum Teil als spätere Rückprojektion nach den Eroberungsfeldzügen König Davids, weil der Ansiedlungsprozess lange Zeit als friedliches Einsickern der Halbnomaden geschah und die kanaanäischen Stadtstaaten zunächst bestehen blieben. Ein Auftrag Gottes zur Ausrottung etwa der Amalekiter wird als nachträgliche Tabuisierung der Übernahme ihrer Fremdkulte gedeutet.
Die biblische Geschichtsschreibung unterscheidet sich in Bezug auf Krieg nicht wesentlich von der orientalischer Großreiche. Jedoch deutet sie die Katastrophen der Geschichte Israels im Anschluss an das Auftreten der israelitischen Propheten theologisch als Gerichte Gottes und Folge von menschlichem Versagen, Gewalttaten und Unrecht, Abfall zu anderen Göttern usw. Auch Verbrechen von Heldengestalten wie König David wie seine Beseitigung Uriahs, um dessen Witwe zur Frau zu nehmen, werden mit kritischer Intention überliefert.
Im Deuteronomium oder hebräisch דְּבָרִים Devarim werden explizite Anweisungen von JHWH für den Umgang mit den unterschiedlichen Ethnien getroffen, Dtn 5,32 , Dtn 7,1-2 ,Dtn 7,16  und Dtn 7,20 . Auch ein taktisches, strategisches Vorgehen wird im Umgang mit den Eroberungen empfohlen, Dtn 7,22 .
Schließlich münden die Empfehlungen in einen Genozid der eroberten Ethnien Dtn 20,10-17 , Dtn 2,30-34 , Dtn 3,1-4 . In den Numeri oder hebräisch בְּמִדְבַּר Bemidbar werden hierzu weitere Handlungsanweisungen erteilt, etwa der Femizid für Frauen, die einen Mann erkannt hatten oder Mütter waren, Num 31,2-10 , Num 31,14-18 .
Für die Täter gab JHWH Bewältigungsstrategien vor, denn jeder, der einen Menschen ermordet hatte oder einen Getöteten berührte, musste sich am dritten und siebten Tag einer Entsündigung unterziehen, Num 31,19-24 .

##### Fluchpsalmen
„Fluchpsalmen“ (auch „Rachepsalmen“) ist eine traditionelle Bezeichnung für Gebete des alttestamentarischen Psalmenbuches, in denen der Beter in seiner äußersten Bedrängnis Gott um gewaltsame Vernichtung seiner Feinde anfleht. Die moderne Exegese spricht von Feindpsalmen oder Vergeltungspsalmen. Hier ist der Psalm 58 (hebräisch תְּהִלִּים) (nach griechischer Zählung der 57.), ein Psalm Davids (מִזְמוֹר לְדָוִד mizmor ledavid), zu nennen, der in die Reihe der „Klagelieder des Volkes“ einzureihen ist.

#### Innergruppenkonflikte
Die einzelnen Mitglieder einer Gruppe, der Israeliten, strebten nicht nur nach Befriedigung eigener Bedürfnisse, sondern wollten auch über sich selbst hinaus für andere Gruppenmitglieder schützend und prosozial aktiv, im Sinne der Maßgaben JHWHs sein. Konterkariert nun ein Individuum innerhalb der Gruppe seine soziale Zugehörigkeit, ob nun beabsichtigt oder unbeabsichtigt intendiert, wird das von einer betroffenen Person als schmerzhaft wahrgenommen. Die Folgen eines „sozialen Schmerzes“ werden durch den interaktiven Prozess der Ausgrenzung aktiviert.

##### Biblischer Schöpfungsbericht

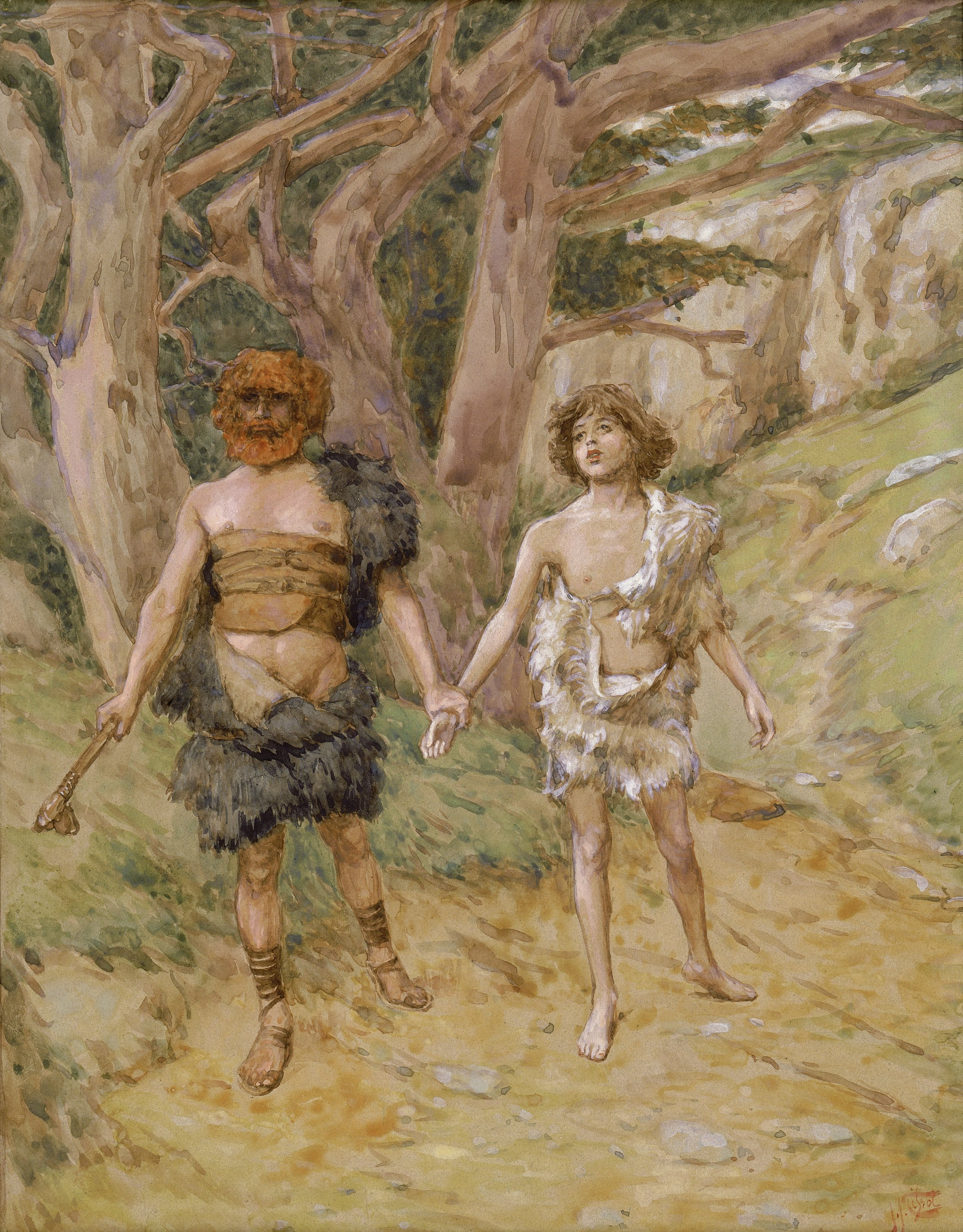
James Tissot (1836–1902): Kain führt Abel zum Tod

Liest man die Bibel von Anfang an, so beginnt die Geschichte der Gewalt bereits mit dem Ungehorsam Adam und Evas und Gottes Reaktion darauf, der Vertreibung aus dem Paradies (Gen 3). Direkt darauf folgt der Brudermord als Archetyp zwischenmenschlicher Gewalt (Gen 4), die sich bald zur globalen Bosheit steigert: bis Gott das von ihm an sich gut erschaffene Leben in der Sintflut fast völlig vernichtet, um einen neuen Anfang zu ermöglichen (Gen 6–9). Nach der Sintflut wird den Menschen die Gewalt über die Tierwelt zugesprochen. Die bleibende Gottebenbildlichkeit des Menschen wird als Begründung für das fortan geltende absolute Tabu angeführt, einen Menschen zu töten. Der Preis dafür ist allerdings, dass jeder Mensch oder jedes Tier, das einen Menschen tötet, um dieses Menschen willen selbst getötet werden soll (Gen 9,5–6 ).

##### Erzelternerzählungen
Erzelternerzählung oder traditionell „Vätergeschichte“  bezeichnet die gesammelten Erzählungen über die Stammväter und Stammmütter der Israeliten im 1. Buch Mose (Bereschit bzw. Genesis) der Bibel (Kapitel 12–50).
Die Städte Sodom und Gomorra werden in Gottes Auftrag von „Schwefel und Feuer“ vollständig zerstört (Gen 19,24-26 ), nachdem Abrahams Appell an Gottes verschonende Gerechtigkeit für den Fall, dass sich in diesen Städten gerechte Menschen fänden (Gen 18,20-22 ), erfolglos geblieben ist. Beide Städte gelten in der Bibel als sprichwörtliches Beispiel für menschliche Verdorbenheit und Gottlosigkeit, die sich in sexuellen Perversionen und Vergewaltigungen (Gen 19,5-7 ) zeigt und das vernichtende Gericht Gottes herbeizieht.
In Gen 34  wird erzählt, wie Simeon und Levi, zwei Söhne Jakobs, alle männlichen Bewohner Sichems, die nach ihrer Beschneidung im Wundfieber liegen, abmetzeln. Damit rächen sie die Vergewaltigung ihrer Schwester Dina (Bibel) durch Sichem, der sie anschließend heiratete. Die Beschneidung war die Bedingung für das Konnubium zwischen beiden Familien.

##### Kultopfer
Zum Beweis der Gottesfurcht Abrahams fordert Gott von diesem die Beinahe-Opferung Isaaks (Gen 22 ). Zwar werden Menschenopfer hier religionsgeschichtlich durch ein Tier-Ersatzopfer abgelöst und sind fortan in der ganzen Bibel verboten; aber auch die in der Bibel verlangten Tieropfer (z. B. Lev 5,7–9 ) unterliegen heute der Kritik als lebensfeindliche Gewalt.
Das Töten von Tieren zur Nahrungsgewinnung geschah jedoch nach damaligen Ermessen möglichst schonend (z. B. Dtn 25,4 , Spr 12,10 ). Die sprechende Eselin in der Bileamerzählung wurde in jüdischer Auslegungstradition (Maimonides) als Plädoyer gegen Tierquälerei verstanden.

### Gewaltstrafen in der Tora
In den Gesetzeskorpora des Pentateuch werden verschiedenste religiöse und profane Verbrechen rechtlich sanktioniert, Dtn 21,22 .

### Gewaltbegrenzung in der Tora
Das Gebot Auge für Auge verlangt in seinem Eigenkontext einen angemessenen Schadenersatz für alle Fälle von Körperverletzung. Es kommt in allen drei wichtigen Rechtskorpora im Kontext solcher Fälle vor und verbot erstmals im Alten Orient die Blutrache, indem es Vergeltung auf das Maß des Schadens begrenzte. Es sollte eine unverhältnismäßige Bestrafung des Täters und Vergeltungsspirale verhindern, indem es diesen zur gleichwertigen Wiedergutmachung des Schadens verpflichtete. Das Gebot wurde wahrscheinlich bereits bei seiner Aufnahme in den Tanach nicht (mehr) wörtlich befolgt, wie die Beispiele im Kontext zeigen (schlägt jemand seinem Sklaven ein Auge aus, so muss er ihn freilassen).
Die Zehn Gebote enthalten das unbedingte, an keinen Einzelfall geknüpfte Verbot des Mordens, Raubens, Ehebrechens und Begehrens von fremdem Besitz. Damit kommt innerhalb des für Israel geltenden Gottesrechts ein Widerspruch zu dem noachidischen allgemeinen Vergeltungsgebot in den Blick.
Das Gebot der Nächstenliebe ist im Eigenkontext als bewusster Verzicht auf Rache und Hass zur Überwindung von Gewalteskalation und Gewaltursachen formuliert (Lev 19,18 ). Es ist nicht national auf Israeliten begrenzt, denn ihm steht das Gebot des Schutzes der Fremden und Flüchtlinge ebenbürtig zur Seite (Lev 19,23 ). Auch Feindesliebe wird in der Tora als Feindeshilfe mit konkreten Fallbeispielen geboten (Ex 23,4–5 ).

### Politische Herrschaftsgewalt Gottes

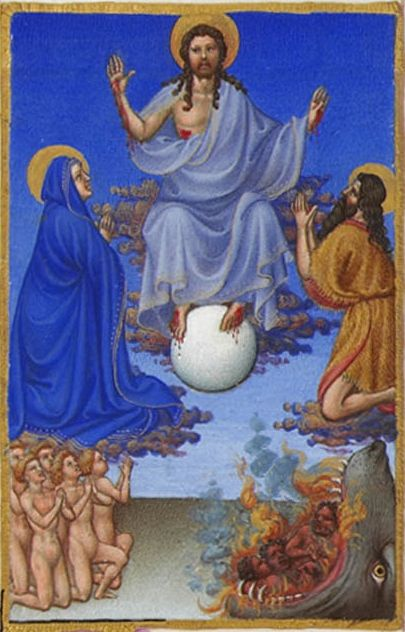
Gott als Richter:
Der Jüngste Tag

Zum einen wird Gott als „Herr aller Herren und König aller Könige“ bezeichnet, der alle Gewalt innehat. Dies kommt auch im Schlusssatz des Vater Unser zum Ausdruck: „Denn Dein ist das Reich und die Macht und die Herrlichkeit, in Ewigkeit, Amen.“
Zum anderen wird ausgesagt, dass die Regierungsgewalt den Menschen übertragen wurde: „Füllt die Erde, und macht sie euch untertan“ (Gen 1,28 ).

## Neues Testament
Dabei weist das Alte Testament in seinen biblischen Erzählungen bezüglich der Quantität an Gewalttätigkeit einen deutlichen Unterschied zum Neuen Testament auf.

### Das Verhältnis des biblischen Jesus zur Gewalt

#### Darstellung
Postumes Handeln des Jesus von Nazareth – allerdings natürlich interkonfessionell – wird zwar auch im NT angekündigt, zum Beispiel zu dem Jüngsten Gericht (Richten über bereits Gestorbene, Mt 25,46 ) und in der Offenbarung des Johannes (hier auch Strafen für noch Lebende), von weitaus größerer Bedeutung ist im NT jedoch sein Lehren und Handeln zu Lebzeiten.
Es wird vielfach Gewalt auch im NT vermutet. Das wohl am häufigsten zitierte Beispiel für Gewalt, die im NT von Jesus von Nazaret gepredigt wurde, ist der Vers, nach dem Jesus davon gesprochen habe, er sei „nicht gekommen, um Frieden zu bringen, sondern das Schwert“ (Mt 10,34 ). Dem wird widersprochen: Erstens wird das Schwert als Metapher für die Entzweiung unter den Menschen erklärt, welche die Entscheidung Einzelner für die Nachfolge Jesu mit sich bringt, da der Folgesatz sagt: „Denn (γὰρ) ich bin gekommen, um den Sohn mit seinem Vater zu entzweien und die Tochter mit ihrer Mutter und die Schwiegertochter mit ihrer Schwiegermutter;“ (Mt 10,35 ). Das heißt, der Text erklärt hier seine mehrdeutige Metapher des Schwertes selber, was im neuen Testament häufig der Fall ist. Zweitens sei die Gewalt hier nur passiv gemeint: Seine Nachfolger werden durch „das Schwert“ Gewalt erfahren, was sich später dann in der Christenverfolgung auch bestätigt haben soll. Es sei jedoch keineswegs aktiv zu verstehen, zum Beispiel als Aufruf zur Gewalt oder Duldung von Gewaltanwendung durch Christen. Im selben Text wird gleich darauf angekündigt, dass seine Nachfolger auch aus ihren Familien verstoßen werden könnten, was nur passiv zu verstehen sei.

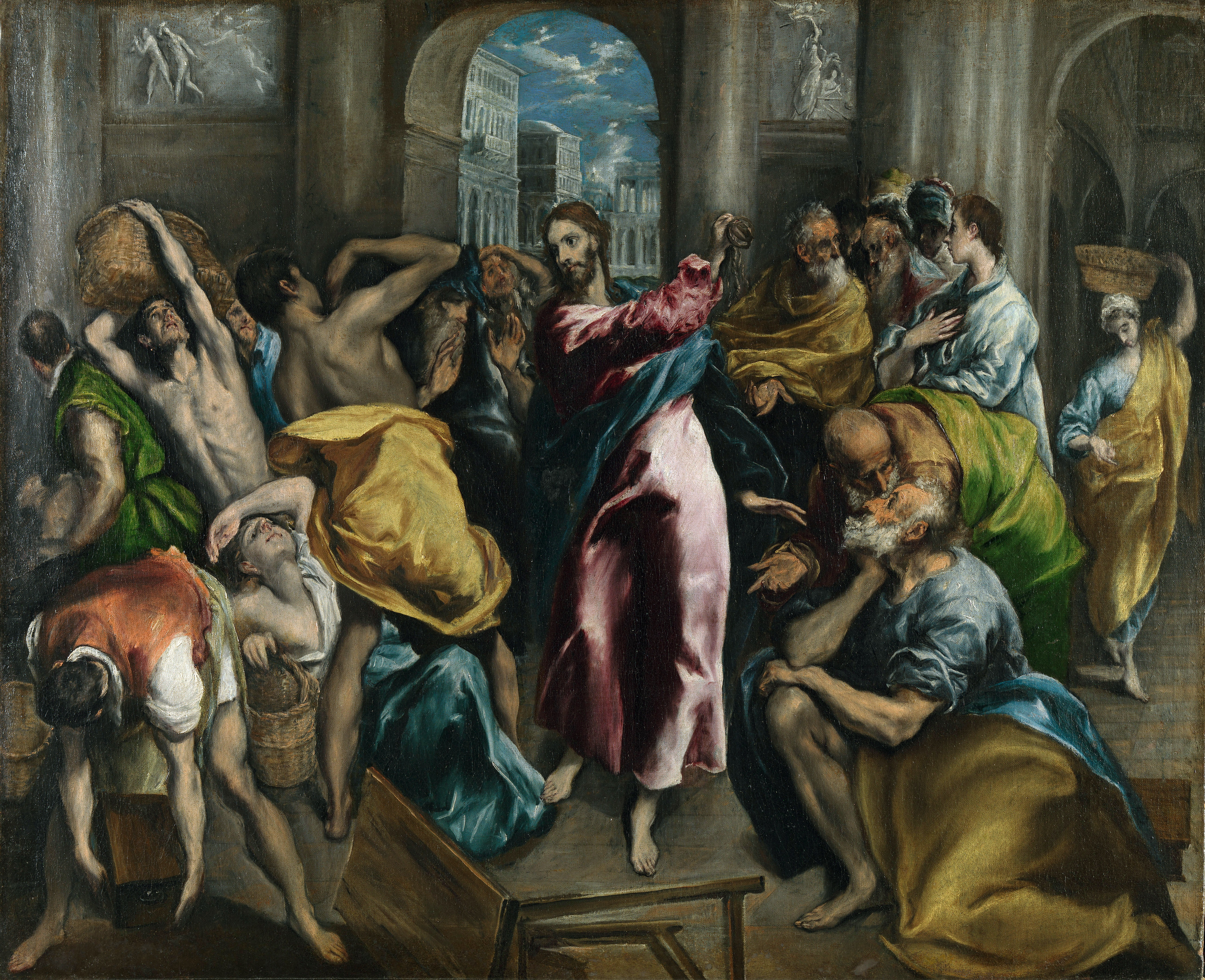
Jesus wirft die Kaufleute aus dem Tempel (El Greco)

Im Allgemeinen wird Jesus von Nazaret im NT als gewaltlos wirkende Person beschrieben, einzige Ausnahme ist die Tempelreinigung des frühen Jesus.
Einige seiner Gleichnisse wurden jedoch in recht drastischer Sprache bzw. mit drakonischen Strafen überliefert. Weiterhin bestätigt Jesus von Nazaret auf Drängen der herrschenden Priesterkaste bzw. derer Vertreter mehrmals die Gültigkeit der damaligen jüdischen Gesetzgebung (u. a. die Tora, die dann in das AT übernommen wurde). Beides wurde bis in die Neuzeit von christlicher Seite zur Rechtfertigung von teilweise maßloser Gewalt im Namen der Kirchen und Staaten und deren Kriegen, Folterungen und Massenmissionierungen benutzt bzw. missbraucht. Seit einiger Zeit werden diese Gleichnisse jedoch als Anregung oder gar Provokationen des Erzählers begriffen, die dualnarrativ Empathie bei den Zuhörern erschaffen sollen.
Einige Gesetze der Tora, heute Teil des AT, wurden von Jesus jedoch eindeutig geändert bzw. widerrufen oder Strafen – wie bei der geplanten Steinigung in „Jesus und die Ehebrecherin“ – verhindert und damit untersagt. In der Bergpredigt lehnt er jede Gegengewalt bis hin zur Selbstverteidigung ausdrücklich ab und es wird stattdessen Feindesliebe geboten (Mt 5,38–48 ):

„Ihr habt gehört, dass gesagt worden ist: Auge um Auge, Zahn um Zahn! Ich aber sage euch: Leistet dem, der euch etwas Böses antut, keinen Widerstand, sondern wenn dich jemand auf die rechte Wange schlägt, dann halte ihm auch die andere hin. Will jemand mit dir rechten und dir deinen Rock nehmen, dann lass ihm auch den Mantel. Nötigt dich jemand, eine Meile weit mitzugehen, dann geh zwei mit ihm. Wer dich bittet, dem gib; wer von dir borgen will, den weise nicht ab.“

„Ihr habt gehört, dass gesagt worden ist: Du sollst deinen Nächsten lieben und deinen Feind hassen. Ich aber sage euch: Liebt eure Feinde und betet für die, die euch verfolgen, damit ihr Kinder eures Vaters im Himmel werdet, der seine Sonne aufgehen lässt über Böse und Gute, und es regnen lässt über Gerechte und Ungerechte. Denn wenn ihr nur jene liebt, die euch lieben, welchen Lohn könnt ihr dafür erwarten? Tun das gleiche nicht auch die Zöllner? Und wenn ihr nur eure Freunde grüßt, was tut ihr da Besonderes? Tun das gleiche nicht auch die Heiden? Seid also vollkommen, wie euer himmlischer Vater vollkommen ist.“

Zugleich hat Jesus aber die biblische Vorstellung vom Endgericht Gottes geteilt und in seiner Verkündigung zur Begründung des geforderten neuen gewaltfreien Verhaltens herangezogen. In vielen Stellen der Evangelien droht Jesus wie biblische Propheten mit Gottes Gerichtshandeln, mit der Gehenna und ewigen Strafen. Diese Predigt steht im Kontext seiner Verkündigung des Reiches Gottes. Sie drückt für den Gottgläubigen wie im Alten Testament die unweigerlichen Folgen aus, die unter anderem das menschliche Ausüben der Gewalt über die Menschen nach sich ziehen werde (z. B. Mt 5,22.29.30 , Mk 9,43.45.47  u. a.). Gott ist hier als der gedacht, der dafür sorgt, dass sein Recht sich auf Erden im Geschick der Menschen durchsetzt. Ähnliche Drohungen werden der Verweigerung der Verkündigung und des Beharrens auf die Sünde ausgesprochen (Mt 10,14 , Mt 11,23  par., 8,12 , Mk 9,42 , 16,16 ; Joh 3,18 , 15,6  u. a.) und in den „Weherufen gegen die Pharisäer und die Schriftgelehrten“ (Mt 23,15.33  und Parallelstellen). Dabei ist umstritten, welche dieser Texte auf Jesus selbst zurückgehen und welche aus urchristlicher Gemeindetheologie stammen.
Im Gleichnis von den anvertrauten Talenten in Lukas 19 fordert ein König zum Töten seiner Feinde auf.

Zitat (Lutherbibel 1912): 

„Doch jene meine Feinde, die nicht wollten, daß ich über sie herrschen sollte, bringet her und erwürget sie vor mir.“

Unterschiedliche Übersetzungen wählen für den Akt der Hinrichtung unterschiedliche Begriffe. Neuere Übertragungen nutzen z. T. weniger drastische Bezeichnungen. Die Einheitsübersetzung Lk 19,27  spricht beispielsweise von „macht sie vor meinen Augen nieder“. Weitere Varianten sind „tötet sie vor meinen Augen“ (Neues Leben); „Sie sollen vor meinen Augen hingerichtet werden!“ (Hoffnung für alle) oder „erschlagt sie vor mir“ (Revidierte Elberfelder).
Nach Ansicht des Bibelwissenschaftlers Joachim Jeremias meinte Jesus mit dem mordlüsternen König sich selbst

„Der Kaufmann wird bei Matthäus allegorisch auf Christus, seine Reise auf die Himmelfahrt, seine erfolgende Rückkehr auf die Parusie gedeutet, die den Einen den Zugang zum messianischen Freudenmahl, den Anderen die Verstoßung in die äußerste Finsternis bringt. Noch weiter auf dem Wege der Allegorisierung geht die Lukasfassung: der Kaufmann wird zum König, das ganze Gleichnis zur Ankündigung und Begründung des Aufschubs der Parusie.“

Der Bibelwissenschaftler Joachim Gnilka deutet diese Stelle dagegen nicht als Selbstaussage Jesu:

„In der lukanischen Version des Gleichnisses von den anvertrauten Geldern dürfte eine Anspielung auf Archelaos vorliegen. Man vermutet, daß in der hier eingeflochtenen Episode vom Thronanwärter […] und von der grausamen Rache des neuerkannten Königs bei seiner Rückkehr (Lk 19,12–27 ) eine Reminiszenz auf die Vorgänge der Bestellung des Archelaos zum Ethnarchen im Jahr 4 v. Chr. vorliegt.“

Die Tora hat Jesus ausdrücklich als gültigen Willen Gottes anerkannt, für Israel ausgelegt und seine Nachfolger beauftragt, sie in seiner Auslegung alle Völker zu lehren (Mt 28,20 ). Anders als der Evangelist Matthäus hat er wohl keine wörtliche Befolgung aller Gebote gefordert (Mt 5,17ff ), sondern überlieferte Gebote von Fall zu Fall verschieden gedeutet: Manche hat er verschärft, andere relativiert und tendenziell ganz aufgehoben. Dies gilt besonders für dem Wortlaut nach mit der Todesstrafe zu bestrafende Vergehen. In Mk 10,4  wird das Verstoßen der Frau durch ihren Ehemann angeprangert; das gesetzmäßige Darbringen des Opfers wird relativiert (Mt 5,23f ). Auch die gesetzmäßige Steinigung einer Ehebrecherin soll Jesus nach Joh 8,1–11  verhindert haben. Dieser Text fehlt in einigen der ältesten Evangelienhandschriften, wird aufgrund einiger Details jedoch dennoch oft für original gehalten, da er Jesuszitaten wie Mt 7,1  – „Richtet nicht, damit ihr nicht gerichtet werdet!“ – sachlich entspricht.
Jesus hat offenbar einmal auch selbst Gewalt geübt: Alle Evangelien berichten von der Tempelreinigung, bei der Jesus Händler und Geldwechsler aus dem Vorhof des Tempels in Jerusalem hinausgetrieben habe (Mk 11,15–19  par.). Nach Joh 2,13–22  benutzte Jesus dabei eine „Geißel aus Stricken“. Dass er Menschen damit schlug, wird jedoch nicht gesagt. Gemäß seinem Gebot, nicht zurückzuschlagen, hat er im Prozess vor dem Sanhedrin einen der Knechte des Hohenpriesters, der ihn schlug, zur Rede gestellt (Joh 18,23 ).
Das Ziel der Verkündigung Jesu ist jedoch eine Überwindung der üblichen Fixierung auf gewaltsame Lösungen und ein neuer gewaltfreier Umgang der Menschen untereinander in der Hoffnung Daniels auf Gottes gerechtes Gericht, das alle menschlichen Gewaltsysteme beenden werde (Mk 10,42–45 ):

„Ihr wisst, dass die Herrscher dieser Erde ihre Völker unterdrücken und ihre Mächtigen ihnen Gewalt antun. Aber so soll es unter euch nicht sein, sondern wer unter euch groß sein will, der sei euer Diener, und wer unter euch der Erste sein will, der sei der Sklave für alle. Denn auch der Menschensohn ist nicht gekommen, um sich dienen zu lassen, sondern um zu dienen und sein Leben zu geben als Lösegeld für die Vielzahl.“

Paulus schrieb an die römischen Christen (Röm 13,1–2 ): „Jeder leiste den Trägern der staatlichen Gewalt den schuldigen Gehorsam. Denn es gibt keine staatliche Gewalt, die nicht von Gott stammt; jede ist von Gott eingesetzt. Wer sich daher der staatlichen Gewalt widersetzt, stellt sich gegen die Ordnung Gottes, und wer sich ihm entgegenstellt, wird dem Gericht verfallen.“
Zu verschiedensten Zeiten haben Herrscher dies als ein von Gott verliehenes Gewaltmonopol interpretiert.
Diesem Konzept gegenüber steht das vor allem in westlichen Verfassungen verankerte Prinzip der Trennung von Staat und Kirche.
Zum einen wird Gott als Richter beschrieben, der am jüngsten Tag Gericht über die ganze Menschheit und jeden einzelnen Menschen halten wird.
Zum anderen spricht die Bibel davon, dass die Obrigkeit auch Recht spricht und Recht sprechen soll. Erneut wird das von den Herrschern oft zitierte Monopol auf Herrschafts- und Gerichtsgewalt „durch Gottes Willen“ bestätigt.
Die Gewalt in der Bibel wird in der christlichen Theologie oft als Folge des menschlichen Sündenfalls gedeutet, der die Strukturen der Schöpfung geprägt habe, so dass nur Jesus Christus, der an dieser mörderischen Gewalt für die Menschen starb, die Menschheit daraus erlösen könne.

#### Kritik
Vor allem in den Gleichnissen werden oft Bilder der Gewalt, Motive der Unterdrückung, der Ungerechtigkeit, der Ausstoßung, des Mordes verwendet. Vielen erscheint es paradox und inkonsequent, Gewaltfreiheit mit Hilfe von gewaltdurchsetzten Bildern zu predigen, oder dabei gar extreme und ewige Strafen anzudrohen. Dies kann der Ausdruck einer Entwicklung der Denkweise sein, vom geschichtlichen Jesus zu seiner nachösterlichen Rezeption. Georg Baudler schrieb dazu:

„Mag der geschichtliche Jesus, zumindest im Anfang seines Wirkens, angesprochen von der spätjüdischen Apokalyptik, noch von Gericht, Hölle, und endzeitlichen Schreckensereignissen gesprochen haben, so ist der Jesus, der von Ostern, von Kreuz und Auferstehung her erzählt wird, eindeutig charakterisiert durch rückhaltlose Feindesliebe, durch Verzicht auf Vergeltung und durch seine Bereitschaft, auf Böses mit Gutem zu antworten.“

Aus dieser Sichtweise erscheint es so, als ob die Haltung der konsequenten Gewaltfreiheit erst aus den Ereignissen um Jesu Kreuzigung entstand, mithin aus dem Eindruck, den Jesu Verhalten dabei hinterlassen hat, und nicht schon aus seiner früheren Lehre. Außer der Episode der Tempelreinigung könnte für eine solche Sichtweise auch die Bereitschaft von einigen Jüngern Jesu zur Gewaltanwendung noch kurz vor der Kreuzigung (Lk 22,49 ) sprechen – allerdings schreitet Jesus gegen diese Bereitschaft seiner Jünger zur Gewaltanwendung sofort ein: „Da sprach Jesus: Lasst ab! Nicht weiter!“ (Lk 22,51).
Für den Anthropologen René Girard (Der Sündenbock, Kap. 14) begründen allerdings die Evangelien die Verwendung dieser „Sprache der Gewalt“ in den Gleichnissen: In Mk 4,33  wird diese als die einzige den Zuhörern Jesu verständliche Sprache angegeben. Eben die von der Gewalt verursachte Blindheit hindere den Menschen daran, die Wahrheit über die Gewalt zu erfahren, so Girard in Anlehnung auf Mt 13,13 :

„Deshalb rede ich zu ihnen in Gleichnissen, weil sie sehen und doch nicht sehen, weil sie hören und doch nicht hören und nichts verstehen.“

Aus psychologischer und philosophischer Sicht wird die Forderung nach völliger Gewaltlosigkeit immer wieder kritisiert. Friedrich Nietzsche ging beispielsweise davon aus, dass Aggression unvermeidlich zu den menschlichen Emotionen gehört, so dass das Ideal der „Gewaltlosigkeit schon im Gedanken“ in dieser Welt unerfüllbar sei. Man argumentiert, der Versuch der Tabuisierung und Unterdrückung solcher Emotionen hätte negative psychologische Konsequenzen und könne kontraproduktiv wirken, indem sie einen vernünftigen Umgang mit der eigenen Aggression verhindere. Daneben wird darauf hingewiesen, dass Jesus auch in seinem eigenen Handeln von aggressiven Zügen nicht ganz frei ist.
Ein Vertreter solcher Theorien, Gerhard Vinnai, schrieb:

„Eine Verbotslogik kann Wunschphantasien nicht abschaffen, sondern allenfalls so massive Ängste schüren, daß diese Phantasien Verdrängungsprozessen anheimfallen. Diese können sie nicht zerstören, sondern nur ins Unbewußte abschieben helfen, wo sie, vom Bewußtsein unbearbeitet, eine prekäre Dynamik zu entfalten vermögen. […] Die Verdrängung unterbindet die Möglichkeit der Sublimierung, die es erlaubt, Triebbefriedigungen ohne das unmittelbare körperliche Ausagieren zu erlangen. […] Aggressionsverbote können notwendig sein, aber mehr Friedfertigkeit erreicht man kaum allein durch sie, sondern viel eher durch einen bewußteren Umgang mit Aggressivität. Er ermöglicht es, die Aggressivität so zu bearbeiten und zu entschärfen, daß sie in sinnvolle Aktivitäten, etwa in das Ringen um notwendige Veränderungen, eingebaut werden kann. Es spricht einiges dafür, daß die christliche Lehre, die im Neuen Testament einen scheinbar liebenden und friedfertigen Gott vorführt, dem Kampf gegen zerstörerische Mächte eher geschadet als genützt hat. Wo die göttliche Macht, wie im Alten Testament, auch grausame Züge zeigt, braucht die Aggressivität weniger tabuisiert zu werden und ist dadurch leichter der Bearbeitung zugänglich.
Wer Menschen lieben will, muß das Schlimme hassen können, das ihnen angetan wird. Eine gestörte Liebesfähigkeit hat, wie die therapeutische Erfahrung zeigt, immer mit einem mißlingenden Umgang mit der eigenen Aggressivität zu tun. Mehr Liebesfähigkeit kann durchaus auch an deren Freisetzung gebunden sein, wenn sie es erleichtert, Grenzen zu ziehen, wo das notwendig ist. […] Auch Jesus ist im Kampf gegen das Böse fast nie frei von Aggressivität. Bei der Vertreibung der Händler aus dem Tempel demonstriert er ihre, für seinen Glauben befreiende Wirkung.“

### Gewalt, die Jesus und seine Anhänger erlitten
Im Neuen Testament wird vor allem das Leben Jesu als Sohn Gottes beschrieben, in dem er verschiedene Formen von Gewalt erleidet:
- Verfolgung durch König Herodes, dessen Kindermord (2,16 EU), Flucht und Asyl in Ägypten.
- Versuche der Steinigung, Gefangennahme, Verhöre, Folter, Verspottung, Kreuzigung

Sein Tod am Kreuz wird als ein unschuldig erlittener, gewaltsamer Tod dargestellt, den er freiwillig zur Sühne der Sünden der Menschheit auf sich genommen hat.
Die Apostelgeschichte beschreibt erste gewalttätige Christenverfolgungen, bis hin zu Folter und Mord.
Diese Darstellungen sind zum Teil Legenden, oder erzählerisch überhöht. An der geschichtlichen Realität von Christenverfolgungen im frühen Christentum besteht allerdings aus wissenschaftlicher Sicht kein Zweifel.
Darüber hinaus gibt es Bibelstellen, die Verfolgt-werden gewissermaßen als Normalzustand darstellen:
„Sie stärkten die Seelen der Jünger und ermahnten sie, treu am Glauben festzuhalten; sie sagten: Durch viele Drangsale müssen wir in das Reich Gottes gelangen.“ (Apg 14,22 )
„Aber auch alle, die in der Gemeinschaft mit Christus Jesus ein frommes Leben führen wollen, werden verfolgt werden.“ (2 Tim 3,12 )

## Primärtexte
- Die Bibel, in vielen Übersetzungen online nachlesbar, z. B. auf Bibleserver.com